# کاوازاکی نینجا ۴۰۰
کاوازاکی نینجا ۴۰۰ (به انگلیسی: Kawasaki Ninja 400) یک موتور سیکلت ژاپنی دو سیلندر با حجم ۳۹۹ سی‌سی که از سال ۲۰۱۸ جایگزین کاوازاکی نینجا ۳۰۰ شد.
نینجا ۳۰۰ با رعایت استاندارد آلایندگی اروپا دست به گریبان بود؛ بنابراین، کمپانی کاوازاکی تصمیم گرفت آن را با مدل نینجا ۴۰۰ برای سال ۲۰۱۸ جایگزین کند. همچنین در انجین، قاب، سیستم تعلیق و سایر قطعات نیز دارای پیشرفتهای چشمگیری بود.
این محصول در فوریه ۲۰۱۸ در ژاپن راه اندازی شد.
نینجا ۴۰۰ در آوریل ۲۰۱۸ در هند راه اندازی شد. در هند در کارخانه تولید کاوازاکی در چاکن، مهاراشترا مونتاژ می‌شود. نینجا ۴۰۰، جایگزین نینجا ۳۰۰ نیست، بلکه در کنار نینجا ۳۰۰ فروخته می‌شود.

## نگارخانه

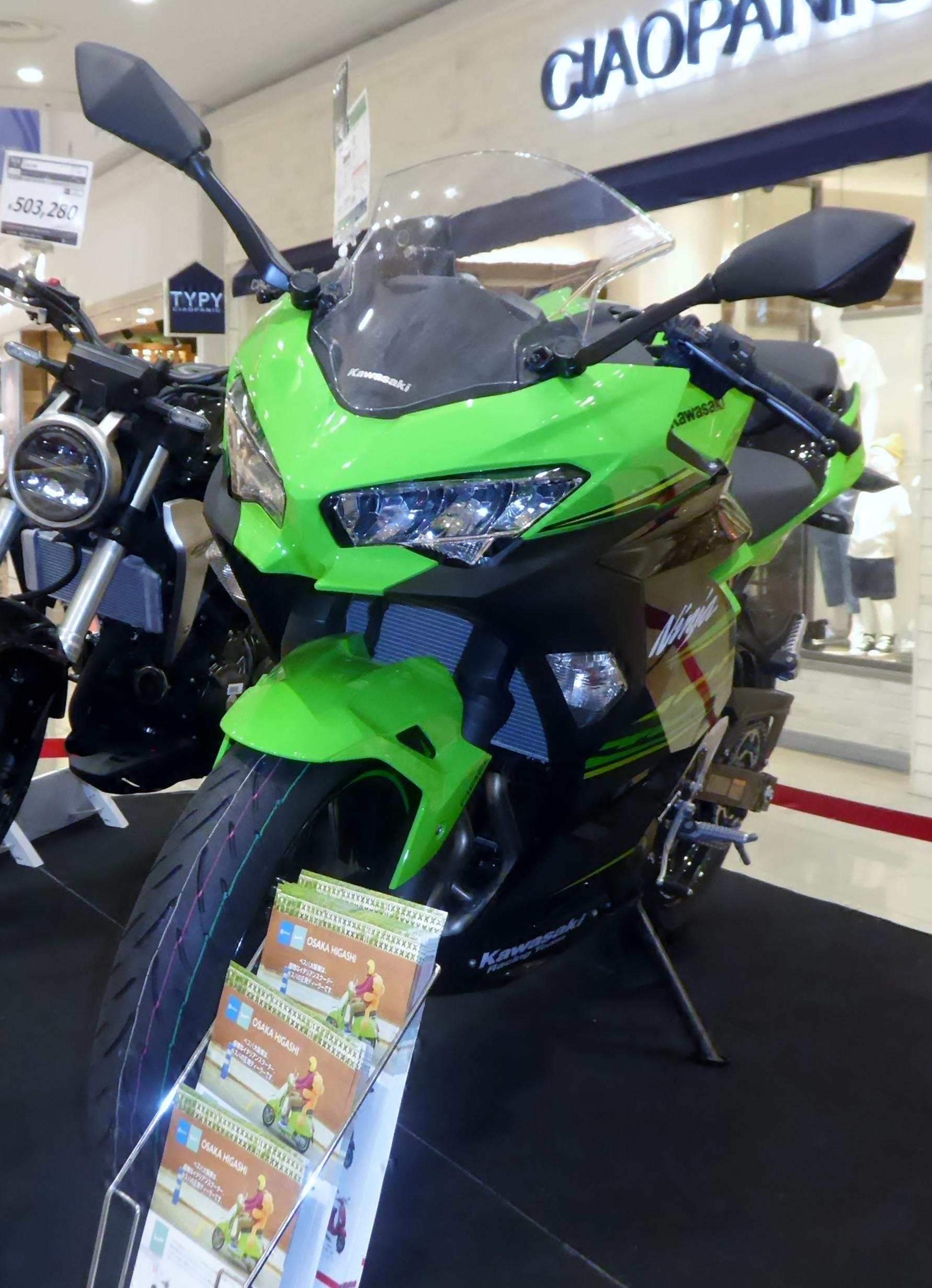
نمای جلویی
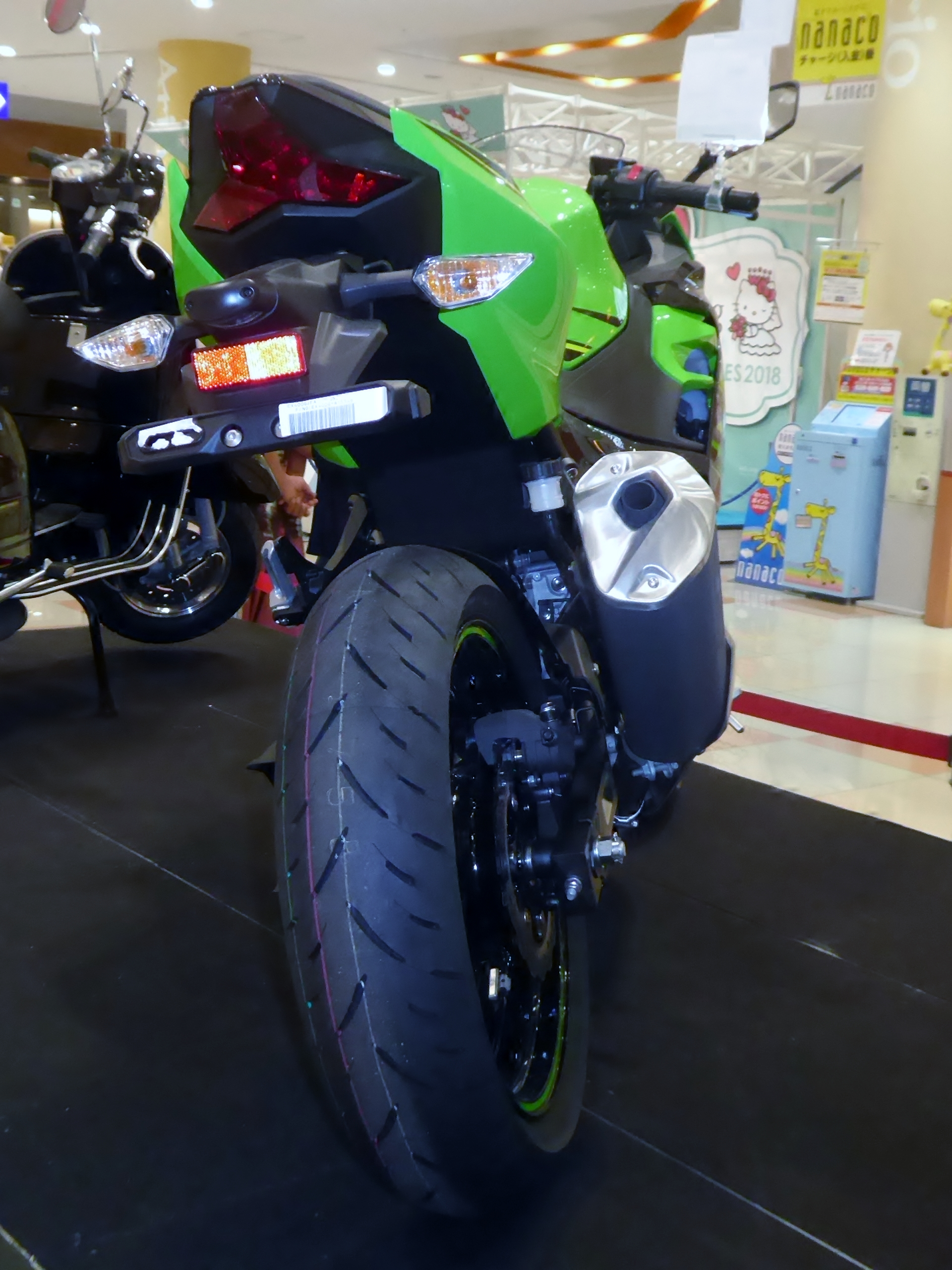
نمای عقب